# Калайджиева къща
Калайджиевата къща (на македонска литературна норма: Куќа на Калајџиевци) е възрожденска къща в село Вевчани, Република Македония. Сградата е обявена за значимо културно наследство на Република Македония.

## История
Къщата е построена в 1881 година в стария център на Вевчани, в непосредствена близост до църквата „Свети Никола“, от търговското семейство Калайджиевци, които на това място имали дюкян за газ, ямболии и храна.

## Архитектура
Сградата представлява висока къща с тесна фасада, която е отворена с всички стаи и чардака към улицата. Състои се от приземие и два етажа. Приземието на северната страна, приземието и етажът на източната, както и цялата южна страна са от камък с дървени кушаци за изравняване. Останалите части на етажите са паянтова конструкция, изпълнена с цяла тухла. На северната страна носещите кестенови греди излизат еркерно над входа и имат специфицната профилация наречена вевчански кучиня. Има затворен чардак с лятна всекидневна на етажа и зимна всекидневна на полуетажа. Покривната конструкция е дървена, от кестен, а покритието е от керемиди върху дъсчено платно. Къщата има два отделни входа.